# VdS 10010
Die Richtlinien VdS 10010 – VdS-Richtlinien zur Umsetzung der DSGVO (gesprochen zehn-null-zehn) der VdS Schadenverhütung GmbH enthalten Vorgaben und Hilfestellungen für die Implementierung eines Datenschutzmanagementsystems sowie konkrete Maßnahmen für die organisatorische und technische Umsetzung der Datenschutz-Grundverordnung. Sie sind speziell für KMU sowie für kleinere und mittlere Organisationen ausgelegt mit der Zielsetzung, die Umsetzung der Datenschutz-Grundverordnung mit möglichst geringem Aufwand zu erreichen.

## Kennzeichen
Die VdS 10010 sind kompakte 32 Seiten lang, 22 Seiten davon beinhalten konkrete Vorgaben. Sie besitzen eine eindeutige Sprachregelung für die Verbindlichkeit von Vorgaben („muss“ / „darf nicht“ / „sollte“ / „sollte nicht“ / „kann“).
Die VdS 10010 empfiehlt bei verschiedenen Themen (Führen des Verarbeitungsverzeichnisses, Datenschutz-Folgeabschätzung, Informationssicherheit, Löschkonzept, Verfahren und Risikoanalyse) die Implementierung etablierter Normen aus den entsprechenden Bereichen wie z. B. Informationssicherheitsmanagementsystem, Qualitäts- und Risikomanagement. Allerdings können Unternehmen eigene Vorgehensweisen definieren. Diese müssen jedoch einige wenige Kernaspekte der etablierten Normen umsetzen.
Bestandteil der VdS 10010 ist die Etablierung einer Datenschutzleitlinie, entsprechender Richtlinien und Verfahren sowie die Etablierung eines kontinuierlichen Verbesserungsprozesses.

## Entwicklungsgeschichte
Die Erstellung der VdS 10010 erfolgte durch ein Projektteam aus VdS- und externen Experten ab dem 15. Juni 2017 mit öffentlicher Beteiligung. Die erfolgten Arbeitsschritte wurden während der gesamten Entwicklungsphase in kurzen zeitlichen Abständen veröffentlicht und so Interessenten die Möglichkeit gegeben, eigene Optimierungen und Änderungswünsche einzubringen. Die VdS-Richtlinien liegen seit dem 15. Dezember 2017 in Version 1.0 vor und stehen der Öffentlichkeit kostenlos zur Verfügung.

## Verwandtschaft zu VdS 3473
Die VdS 10010 ist eng mit der prämierten VdS 3473 "Cyber-Security für kleine und mittlere Unternehmen (KMU)" verwandt, da beide Richtlinien ein Managementsystem definieren und von der VdS Schadenverhütung herausgegeben werden. So sind z. B. Kapitel 1 bis 8 beider Richtlinien nahezu deckungsgleich.

## Unterstützende Maßnahmen
Für die Umsetzung der VdS 10010 kann ein VdS-Zertifikat erlangt werden.